# ChapsVision
ChapsVision est un éditeur français de logiciels d'analyses de données. Elle essaie de se placer pour les acteurs régaliens comme alternative européenne du géant américain du big data Palantir.

## Historique
Olivier Dellenbach fonde ChapsVision en 2019, puis rachète une dizaine d'entreprises françaises, dont :
- l'expert de l'interception judiciaire Elektron, qui a lui-même repris les activités françaises de Nexa Technologies (ex Amesys) après que cette dernière ait été entachée par la vente de technologies de surveillance à la Libye[4].

- Bertin IT, spécialisée dans le traitement du renseignement en sources ouvertes et le cloisonnement de l'information classifiée au service de la défense.

- Deveryware, qui fournit des outils d'interception légale et de géolocalisation aux forces de l'ordre françaises, permet à ChapsVision de doubler de taille[5].

Le financement accordé par Bpifrance et Tikehau lui donne comme objectif de se développer en Europe, avec près de 100 millions d'euros levés en 2022.
ChapsVision vise à se placer comme alternative crédible à l'américain Palantir, en créant un noyau logiciel central agrémenté des éléments complémentaires particuliers. Sa plateforme Argonos traite d'importantes masses de données hétérogènes pour en tirer de l'information pertinente.
La proposition portée par ChapsVision a été retenue à l'issue de la première phase du projet d'Outil de traitement des données hétérogènes (OTDH), qui vise à doter la direction générale de la Sécurité intérieure (DGSI) de capacités d'analyse big data. Ce contrat était jusqu'alors accordé à la société Palantir, faute de concurrent souverain.